# Catharina van Bragança
Catharina Henriëtta van Bragança (Portugees: Catarina Henriqueta de Bragança) (paleis van Vila Viçosa, provincie Alentejo (Portugal), 25 november 1638 — paleis van Bemposta (Lissabon), 31 december 1705) was een Portugese prinses en door haar huwelijk koningin van Engeland.

## Leven
Catharina werd geboren als de dochter van Johan IV van Portugal (op dat moment nog hertog van Bragança) en Marie Louise de Guzmán. Na de Portugese onafhankelijkheid van Spanje en de kroning van haar vader op 1 december 1640 werd Catharina verloofd met de Engelse koning Karel II. Het huwelijk werd in mei 1662 in Portsmouth voltrokken, waarbij ze de territoria van Bombay en Tanger als bruidsschat aan Engeland schonk. Er werden twee huwelijksceremonieën voltrokken; een katholieke in besloten kring en een openbare anglicaanse. Karel II had tijdens zijn ballingschap Spaans geleerd en schreef haar, zo goed als hij kon, brieven in het Spaans. Het was Catharina die het drinken van thee introduceerde dan wel populair maakte in Engeland; bij haar aankomst vroeg ze om een kop thee en kreeg in plaats daarvan een glas bier aangeboden, aangezien thee niet verkrijgbaar was. Het werd algauw chic om de ‘drank van de koningin’ te drinken. Het verhaal dat Karel, toen hij haar voor het eerst zag, zou hebben uitgeroepen dat men hem „een vleermuis had gestuurd”, is wellicht een fabeltje.
Catharina was aanvankelijk geen populaire koningin vanwege haar katholicisme in het protestantse Engeland. Haar geloof verhinderde ook dat ze officieel werd gekroond, omdat ze geen deel mocht nemen aan een anglicaanse ceremonie. Na verloop van tijd verwierf ze desondanks een zekere geliefdheid onder het volk, onder meer doordat ze haar best deed Engels te leren en ontdekte dat ze talent had voor boogschieten. Ze werd naderhand patrones van een koninklijke boogschuttersvereniging. In het tumult ten tijde van de Paapse samenzwering, waarin de volkswoede zich tegen de katholieken keerde, bleef Catharina buiten schot. Ondanks de vele minnaressen die Karel II er op nahield, weigerde hij van zijn vrouw te scheiden, hoewel al haar zwangerschappen uitliepen op miskramen.
In de eerste paar jaar had Catharina enorme moeilijkheden met Karels promiscue levensstijl; ze werd hysterisch toen ze ontdekte dat Lady Castlemaine, die reeds twee bastaardkinderen van Karel had, een van haar hofdames zou worden. Mettertijd wende ze er echter aan en liet zelfs toe dat een van haar eigen hofdames, Winifred Wells, een bedgenoot van de koning werd. In oktober 1663 werd Catharina zwaar ziek, mogelijk door peritonitis; ze was wekenlang bedlegerig en hallucineerde dat ze bevallen was. Karel was buitengewoon bezorgd om haar en na haar herstel groeiden ze beiden naar elkaar toe. Catharina, die in het begin stijf en gereserveerd was geweest, werd met de jaren steeds meer ontspannen en bracht vele uren met haar echtgenoot op het platteland door. Net zoals Karel was zij verzot op vissen. Ze ging ook graag incognito (in een gezelschap van vermomde hovelingen en maîtresses) naar kermissen en volksfeesten, maar verloor nooit haar buitenlandse accent en viel daardoor geregeld door de mand.
Na de dood van haar echtgenoot in 1685 bleef Catharina in Engeland tijdens de regeerperiode van haar zwager, Jacobus II, maar na diens afzetting vier jaar later keerde ze terug naar Portugal, waar ze in 1705 stierf. De New Yorkse wijk Queens is naar haar genoemd.

## Kwartierstaat
| Johan I van Bragança (1543-1583)        | Johan I van Bragança (1543-1583)        | Johan I van Bragança (1543-1583)        | Johan I van Bragança (1543-1583)        | Johan I van Bragança (1543-1583)        | Johan I van Bragança (1543-1583)        | Catharina van Portugal (1549-1580)     | Catharina van Portugal (1549-1580)     | Catharina van Portugal (1549-1580)     | Catharina van Portugal (1549-1580)     | Catharina van Portugal (1549-1580) | Catharina van Portugal (1549-1580) |                                   |                                   | Juan Fernández de Velasco, 5e hertog van Frías (1550-1613) | Juan Fernández de Velasco, 5e hertog van Frías (1550-1613) | Juan Fernández de Velasco, 5e hertog van Frías (1550-1613) | Juan Fernández de Velasco, 5e hertog van Frías (1550-1613) | Juan Fernández de Velasco, 5e hertog van Frías (1550-1613) | Juan Fernández de Velasco, 5e hertog van Frías (1550-1613) | María Girón de Guzmán (1553-1606)        | María Girón de Guzmán (1553-1606)        | María Girón de Guzmán (1553-1606) | María Girón de Guzmán (1553-1606) | María Girón de Guzmán (1553-1606)  | María Girón de Guzmán (1553-1606)  |                                    |                                    | Alonzo Pérez de Guzmán y de Zuniga - Sotomayor (1550-1615) | Alonzo Pérez de Guzmán y de Zuniga - Sotomayor (1550-1615) | Alonzo Pérez de Guzmán y de Zuniga - Sotomayor (1550-1615) | Alonzo Pérez de Guzmán y de Zuniga - Sotomayor (1550-1615) | Alonzo Pérez de Guzmán y de Zuniga - Sotomayor (1550-1615) | Alonzo Pérez de Guzmán y de Zuniga - Sotomayor (1550-1615) | Ana de Silva y Mendoza                     | Ana de Silva y Mendoza                     | Ana de Silva y Mendoza                     | Ana de Silva y Mendoza                     | Ana de Silva y Mendoza             | Ana de Silva y Mendoza             |                                    |                                    | Francisco Gómez de Sandoval, 1e hertog van Lerma (ca. 1553-1625) | Francisco Gómez de Sandoval, 1e hertog van Lerma (ca. 1553-1625) | Francisco Gómez de Sandoval, 1e hertog van Lerma (ca. 1553-1625) | Francisco Gómez de Sandoval, 1e hertog van Lerma (ca. 1553-1625) | Francisco Gómez de Sandoval, 1e hertog van Lerma (ca. 1553-1625) | Francisco Gómez de Sandoval, 1e hertog van Lerma (ca. 1553-1625) | Catalina de la Cerda (1551–1603)                         | Catalina de la Cerda (1551–1603)                         | Catalina de la Cerda (1551–1603)  | Catalina de la Cerda (1551–1603)  | Catalina de la Cerda (1551–1603)  | Catalina de la Cerda (1551–1603)  |  |  |  |  |  |  |  |  |  |  |  |  |  |  |  |  |  |  |  |  |  |  |  |  |  |  |  |  |  |  |  |  |  |  |  |  |  |  |  |  |  |  |  |  |  |  |  |  |
| Johan I van Bragança (1543-1583)        | Johan I van Bragança (1543-1583)        | Johan I van Bragança (1543-1583)        | Johan I van Bragança (1543-1583)        | Johan I van Bragança (1543-1583)        | Johan I van Bragança (1543-1583)        | Catharina van Portugal (1549-1580)     | Catharina van Portugal (1549-1580)     | Catharina van Portugal (1549-1580)     | Catharina van Portugal (1549-1580)     | Catharina van Portugal (1549-1580) | Catharina van Portugal (1549-1580) |                                   |                                   | Juan Fernández de Velasco, 5e hertog van Frías (1550-1613) | Juan Fernández de Velasco, 5e hertog van Frías (1550-1613) | Juan Fernández de Velasco, 5e hertog van Frías (1550-1613) | Juan Fernández de Velasco, 5e hertog van Frías (1550-1613) | Juan Fernández de Velasco, 5e hertog van Frías (1550-1613) | Juan Fernández de Velasco, 5e hertog van Frías (1550-1613) | María Girón de Guzmán (1553-1606)        | María Girón de Guzmán (1553-1606)        | María Girón de Guzmán (1553-1606) | María Girón de Guzmán (1553-1606) | María Girón de Guzmán (1553-1606)  | María Girón de Guzmán (1553-1606)  |                                    |                                    | Alonzo Pérez de Guzmán y de Zuniga - Sotomayor (1550-1615) | Alonzo Pérez de Guzmán y de Zuniga - Sotomayor (1550-1615) | Alonzo Pérez de Guzmán y de Zuniga - Sotomayor (1550-1615) | Alonzo Pérez de Guzmán y de Zuniga - Sotomayor (1550-1615) | Alonzo Pérez de Guzmán y de Zuniga - Sotomayor (1550-1615) | Alonzo Pérez de Guzmán y de Zuniga - Sotomayor (1550-1615) | Ana de Silva y Mendoza                     | Ana de Silva y Mendoza                     | Ana de Silva y Mendoza                     | Ana de Silva y Mendoza                     | Ana de Silva y Mendoza             | Ana de Silva y Mendoza             |                                    |                                    | Francisco Gómez de Sandoval, 1e hertog van Lerma (ca. 1553-1625) | Francisco Gómez de Sandoval, 1e hertog van Lerma (ca. 1553-1625) | Francisco Gómez de Sandoval, 1e hertog van Lerma (ca. 1553-1625) | Francisco Gómez de Sandoval, 1e hertog van Lerma (ca. 1553-1625) | Francisco Gómez de Sandoval, 1e hertog van Lerma (ca. 1553-1625) | Francisco Gómez de Sandoval, 1e hertog van Lerma (ca. 1553-1625) | Catalina de la Cerda (1551–1603)                         | Catalina de la Cerda (1551–1603)                         | Catalina de la Cerda (1551–1603)  | Catalina de la Cerda (1551–1603)  | Catalina de la Cerda (1551–1603)  | Catalina de la Cerda (1551–1603)  |  |  |  |  |  |  |  |  |  |  |  |  |  |  |  |  |  |  |  |  |  |  |  |  |  |  |  |  |  |  |  |  |  |  |  |  |  |  |  |  |  |  |  |  |  |  |  |  |
|                                         |                                         |                                         |                                         |                                         |                                         |                                        |                                        |                                        |                                        |                                    |                                    |                                   |                                   |                                                            |                                                            |                                                            |                                                            |                                                            |                                                            |                                          |                                          |                                   |                                   |                                    |                                    |                                    |                                    |                                                            |                                                            |                                                            |                                                            |                                                            |                                                            |                                            |                                            |                                            |                                            |                                    |                                    |                                    |                                    |                                                                  |                                                                  |                                                                  |                                                                  |                                                                  |                                                                  |                                                          |                                                          |                                   |                                   |                                   |                                   |  |  |  |  |  |  |  |  |  |  |  |  |  |  |  |  |  |  |  |  |  |  |  |  |  |  |  |  |  |  |  |  |  |  |  |  |  |  |  |  |  |  |  |  |  |  |  |  |
|                                         |                                         |                                         |                                         | Theodosius II van Bragança (1568-1630)  | Theodosius II van Bragança (1568-1630)  | Theodosius II van Bragança (1568-1630) | Theodosius II van Bragança (1568-1630) | Theodosius II van Bragança (1568-1630) | Theodosius II van Bragança (1568-1630) |                                    |                                    |                                   |                                   |                                                            |                                                            | Anna de Fernandez de Velasca (1585-1607)                   | Anna de Fernandez de Velasca (1585-1607)                   | Anna de Fernandez de Velasca (1585-1607)                   | Anna de Fernandez de Velasca (1585-1607)                   | Anna de Fernandez de Velasca (1585-1607) | Anna de Fernandez de Velasca (1585-1607) |                                   |                                   |                                    |                                    |                                    |                                    |                                                            |                                                            |                                                            |                                                            | Johan Emmanuel Pérez de Guzmán (1579-1636)                 | Johan Emmanuel Pérez de Guzmán (1579-1636)                 | Johan Emmanuel Pérez de Guzmán (1579-1636) | Johan Emmanuel Pérez de Guzmán (1579-1636) | Johan Emmanuel Pérez de Guzmán (1579-1636) | Johan Emmanuel Pérez de Guzmán (1579-1636) |                                    |                                    |                                    |                                    |                                                                  |                                                                  | Johana Lourença Gómez de Sandoval y la Cerda (1553-1606)         | Johana Lourença Gómez de Sandoval y la Cerda (1553-1606)         | Johana Lourença Gómez de Sandoval y la Cerda (1553-1606)         | Johana Lourença Gómez de Sandoval y la Cerda (1553-1606)         | Johana Lourença Gómez de Sandoval y la Cerda (1553-1606) | Johana Lourença Gómez de Sandoval y la Cerda (1553-1606) |                                   |                                   |                                   |                                   |  |  |  |  |  |  |  |  |  |  |  |  |  |  |  |  |  |  |  |  |  |  |  |  |  |  |  |  |  |  |  |  |  |  |  |  |  |  |  |  |  |  |  |  |  |  |  |  |
|                                         |                                         |                                         |                                         | Theodosius II van Bragança (1568-1630)  | Theodosius II van Bragança (1568-1630)  | Theodosius II van Bragança (1568-1630) | Theodosius II van Bragança (1568-1630) | Theodosius II van Bragança (1568-1630) | Theodosius II van Bragança (1568-1630) |                                    |                                    |                                   |                                   |                                                            |                                                            | Anna de Fernandez de Velasca (1585-1607)                   | Anna de Fernandez de Velasca (1585-1607)                   | Anna de Fernandez de Velasca (1585-1607)                   | Anna de Fernandez de Velasca (1585-1607)                   | Anna de Fernandez de Velasca (1585-1607) | Anna de Fernandez de Velasca (1585-1607) |                                   |                                   |                                    |                                    |                                    |                                    |                                                            |                                                            |                                                            |                                                            | Johan Emmanuel Pérez de Guzmán (1579-1636)                 | Johan Emmanuel Pérez de Guzmán (1579-1636)                 | Johan Emmanuel Pérez de Guzmán (1579-1636) | Johan Emmanuel Pérez de Guzmán (1579-1636) | Johan Emmanuel Pérez de Guzmán (1579-1636) | Johan Emmanuel Pérez de Guzmán (1579-1636) |                                    |                                    |                                    |                                    |                                                                  |                                                                  | Johana Lourença Gómez de Sandoval y la Cerda (1553-1606)         | Johana Lourença Gómez de Sandoval y la Cerda (1553-1606)         | Johana Lourença Gómez de Sandoval y la Cerda (1553-1606)         | Johana Lourença Gómez de Sandoval y la Cerda (1553-1606)         | Johana Lourença Gómez de Sandoval y la Cerda (1553-1606) | Johana Lourença Gómez de Sandoval y la Cerda (1553-1606) |                                   |                                   |                                   |                                   |  |  |  |  |  |  |  |  |  |  |  |  |  |  |  |  |  |  |  |  |  |  |  |  |  |  |  |  |  |  |  |  |  |  |  |  |  |  |  |  |  |  |  |  |  |  |  |  |
|                                         |                                         |                                         |                                         |                                         |                                         |                                        |                                        |                                        |                                        | Johan IV van Portugal (1604-1656)  | Johan IV van Portugal (1604-1656)  | Johan IV van Portugal (1604-1656) | Johan IV van Portugal (1604-1656) | Johan IV van Portugal (1604-1656)                          | Johan IV van Portugal (1604-1656)                          |                                                            |                                                            |                                                            |                                                            |                                          |                                          |                                   |                                   |                                    |                                    |                                    |                                    |                                                            |                                                            |                                                            |                                                            |                                                            |                                                            |                                            |                                            |                                            |                                            | Marie Louise de Guzmán (1613-1666) | Marie Louise de Guzmán (1613-1666) | Marie Louise de Guzmán (1613-1666) | Marie Louise de Guzmán (1613-1666) | Marie Louise de Guzmán (1613-1666)                               | Marie Louise de Guzmán (1613-1666)                               |                                                                  |                                                                  |                                                                  |                                                                  |                                                          |                                                          |                                   |                                   |                                   |                                   |  |  |  |  |  |  |  |  |  |  |  |  |  |  |  |  |  |  |  |  |  |  |  |  |  |  |  |  |  |  |  |  |  |  |  |  |  |  |  |  |  |  |  |  |  |  |  |  |
|                                         |                                         |                                         |                                         |                                         |                                         |                                        |                                        |                                        |                                        | Johan IV van Portugal (1604-1656)  | Johan IV van Portugal (1604-1656)  | Johan IV van Portugal (1604-1656) | Johan IV van Portugal (1604-1656) | Johan IV van Portugal (1604-1656)                          | Johan IV van Portugal (1604-1656)                          |                                                            |                                                            |                                                            |                                                            |                                          |                                          |                                   |                                   |                                    |                                    |                                    |                                    |                                                            |                                                            |                                                            |                                                            |                                                            |                                                            |                                            |                                            |                                            |                                            | Marie Louise de Guzmán (1613-1666) | Marie Louise de Guzmán (1613-1666) | Marie Louise de Guzmán (1613-1666) | Marie Louise de Guzmán (1613-1666) | Marie Louise de Guzmán (1613-1666)                               | Marie Louise de Guzmán (1613-1666)                               |                                                                  |                                                                  |                                                                  |                                                                  |                                                          |                                                          |                                   |                                   |                                   |                                   |  |  |  |  |  |  |  |  |  |  |  |  |  |  |  |  |  |  |  |  |  |  |  |  |  |  |  |  |  |  |  |  |  |  |  |  |  |  |  |  |  |  |  |  |  |  |  |  |
|                                         |                                         |                                         |                                         |                                         |                                         |                                        |                                        |                                        |                                        |                                    |                                    |                                   |                                   |                                                            |                                                            |                                                            |                                                            |                                                            |                                                            |                                          |                                          |                                   |                                   |                                    |                                    |                                    |                                    |                                                            |                                                            |                                                            |                                                            |                                                            |                                                            |                                            |                                            |                                            |                                            |                                    |                                    |                                    |                                    |                                                                  |                                                                  |                                                                  |                                                                  |                                                                  |                                                                  |                                                          |                                                          |                                   |                                   |                                   |                                   |  |  |  |  |  |  |  |  |  |  |  |  |  |  |  |  |  |  |  |  |  |  |  |  |  |  |  |  |  |  |  |  |  |  |  |  |  |  |  |  |  |  |  |  |  |  |  |  |
|                                         |                                         |                                         |                                         |                                         |                                         |                                        |                                        |                                        |                                        |                                    |                                    |                                   |                                   |                                                            |                                                            |                                                            |                                                            |                                                            |                                                            |                                          |                                          |                                   |                                   |                                    |                                    |                                    |                                    |                                                            |                                                            |                                                            |                                                            |                                                            |                                                            |                                            |                                            |                                            |                                            |                                    |                                    |                                    |                                    |                                                                  |                                                                  |                                                                  |                                                                  |                                                                  |                                                                  |                                                          |                                                          |                                   |                                   |                                   |                                   |  |  |  |  |  |  |  |  |  |  |  |  |  |  |  |  |  |  |  |  |  |  |  |  |  |  |  |  |  |  |  |  |  |  |  |  |  |  |  |  |  |  |  |  |  |  |  |  |
| Theodosius III van Portugal (1634-1653) | Theodosius III van Portugal (1634-1653) | Theodosius III van Portugal (1634-1653) | Theodosius III van Portugal (1634-1653) | Theodosius III van Portugal (1634-1653) | Theodosius III van Portugal (1634-1653) |                                        |                                        | Anna van Portugal (1635-1635)          | Anna van Portugal (1635-1635)          | Anna van Portugal (1635-1635)      | Anna van Portugal (1635-1635)      | Anna van Portugal (1635-1635)     | Anna van Portugal (1635-1635)     |                                                            |                                                            | Johanna van Portugal (1636-1653)                           | Johanna van Portugal (1636-1653)                           | Johanna van Portugal (1636-1653)                           | Johanna van Portugal (1636-1653)                           | Johanna van Portugal (1636-1653)         | Johanna van Portugal (1636-1653)         |                                   |                                   | Catharina van Portugal (1638-1705) | Catharina van Portugal (1638-1705) | Catharina van Portugal (1638-1705) | Catharina van Portugal (1638-1705) | Catharina van Portugal (1638-1705)                         | Catharina van Portugal (1638-1705)                         |                                                            |                                                            | Emanuel van Portugal (1640-1640)                           | Emanuel van Portugal (1640-1640)                           | Emanuel van Portugal (1640-1640)           | Emanuel van Portugal (1640-1640)           | Emanuel van Portugal (1640-1640)           | Emanuel van Portugal (1640-1640)           |                                    |                                    | Alfons VI van Portugal (1643-1683) | Alfons VI van Portugal (1643-1683) | Alfons VI van Portugal (1643-1683)                               | Alfons VI van Portugal (1643-1683)                               | Alfons VI van Portugal (1643-1683)                               | Alfons VI van Portugal (1643-1683)                               |                                                                  |                                                                  | Peter II van Portugal (1648-1706)                        | Peter II van Portugal (1648-1706)                        | Peter II van Portugal (1648-1706) | Peter II van Portugal (1648-1706) | Peter II van Portugal (1648-1706) | Peter II van Portugal (1648-1706) |  |  |  |  |  |  |  |  |  |  |  |  |  |  |  |  |  |  |  |  |  |  |  |  |  |  |  |  |  |  |  |  |  |  |  |  |  |  |  |  |  |  |  |  |  |  |  |  |